# Communauté de communes des Trois Rivières (Seine-Maritime)
Pour les articles homonymes, voir Communauté de communes des Trois Rivières.
La communauté de communes des Trois Rivières est une ancienne communauté de communes française, située dans le département de la Seine-Maritime et la région Normandie.

## Historique
L'intercommunalité a été créée par un arrêté préfectoral du 28 décembre 2001, qui a pris effet le 1er janvier 2002.
Le projet de schéma départemental de coopération intercommunale présenté par le préfet de Seine-Maritime le 2 octobre 2015 dans le cadre de l'approfondissement de la coopération intercommunale prévu par la Loi portant nouvelle organisation territoriale de la République (Loi NOTRe) du 7 août 2015 prévoit la fusion des « communautés de communes Saâne et Vienne (14 128 habitants), Varenne et Scie (7 416 habitants), des Trois Rivières (14 612 habitants) et trois communes de la communauté de communes du Bosc d’Eawy (864 habitants) ». La perspectives de fusion des intercommunalités suscite de nombreux débats et des contre-propositions,,.
En conséquence, elle fusionne au 1er janvier 2017 avec ces deux autres EPCI pour former la communauté de communes Terroir de Caux.

## Territoire communautaire

### Composition
L'intercommunalité regroupe 25 communes du département de la Seine-Maritime:
| Nom                         | Code Insee | Gentilé          | Superficie (km2) | Population (dernière pop. légale) | Densité (hab./km2) |
| --------------------------- | ---------- | ---------------- | ---------------- | --------------------------------- | ------------------ |
| Tôtes (siège)               | 76700      | Tôtais           | 7,61             | 1 546 (2014)                      | 203                |
| Auffay                      | 76034      | Altifagiens      | 11,30            | 1 881 (2014)                      | 166                |
| Beautot                     | 76066      | Beautotais       | 3,50             | 125 (2014)                        | 36                 |
| Beauval-en-Caux             | 76063      | Beauvalais       | 15,53            | 488 (2014)                        | 31                 |
| Belleville-en-Caux          | 76072      | Bellevillais     | 4,38             | 670 (2014)                        | 153                |
| Bertrimont                  | 76086      | Bertrimontais    | 4,74             | 227 (2014)                        | 48                 |
| Biville-la-Baignarde        | 76096      | Bivillais        | 7,08             | 651 (2014)                        | 92                 |
| Calleville-les-Deux-Églises | 76153      | Callevillais     | 5,71             | 334 (2014)                        | 58                 |
| Étaimpuis                   | 76249      | Étaimpuisais     | 10,60            | 757 (2014)                        | 71                 |
| La Fontelaye                | 76274      | Fontelayais      | 3,99             | 35 (2014)                         | 8,8                |
| Fresnay-le-Long             | 76284      | Fresnayens       | 5,22             | 320 (2014)                        | 61                 |
| Gonneville-sur-Scie         | 76308      | Gonnevillais     | 8,73             | 455 (2014)                        | 52                 |
| Gueutteville                | 76335      | Gueuttevillais   | 2,99             | 84 (2014)                         | 28                 |
| Heugleville-sur-Scie        | 76360      | Heuglevillais    | 13,09            | 622 (2014)                        | 48                 |
| Imbleville                  | 76373      | Imblevillais     | 5,28             | 327 (2014)                        | 62                 |
| Montreuil-en-Caux           | 76449      | Montreuillais    | 9,40             | 532 (2014)                        | 57                 |
| Saint-Denis-sur-Scie        | 76574      | Saint-Dyonisiens | 8,63             | 663 (2014)                        | 77                 |
| Saint-Maclou-de-Folleville  | 76602      | Follevillais     | 13,21            | 653 (2014)                        | 49                 |
| Saint-Ouen-du-Breuil        | 76628      | Saint-Ouennais   | 6,30             | 774 (2014)                        | 123                |
| Saint-Vaast-du-Val          | 76654      | Saint-Valais     | 5,79             | 474 (2014)                        | 82                 |
| Saint-Victor-l'Abbaye       | 76656      | Victoriens       | 8,43             | 769 (2014)                        | 91                 |
| Sévis                       | 76674      | Sévissois        | 6,40             | 397 (2014)                        | 62                 |
| Val-de-Saâne                | 76018      | Val-de-Saânais   | 13,87            | 1 472 (2014)                      | 106                |
| Varneville-Bretteville      | 76721      | Varnevillais     | 9,22             | 311 (2014)                        | 34                 |
| Vassonville                 | 76723      | Vassonvillais    | 5,65             | 433 (2014)                        | 77                 |

## Organisation

### Siège
Le siège de l'intercommunalité est à Tôtes, 2 rue des Brasseurs.

### Élus
L'intercommunalité est administrée par son Conseil communautaire, composé, pour la mandature 2014-2020, de 43 conseillers municipaux représentant chacune des communes membres sensiblement en proportion de leur population, à raison de :

- 2 délégués pour Auffay, Beauval-en-Caux, Belleville-en-Caux, Biville-la-Baignarde, Calleville-les-deux-églises, Etaimpuis, Gonneville-sur-Scie, Heugleville-sur-Scie, Montreuil-en-Caux, Sevis, Saint-Denis-sur-Scie, Saint-Maclou-de-Folleville, Saint-Ouen-du-Breuil, Saint-Vaast-du-Val, Saint-Victor-l'Abbaye, Tôtes, Val-de-Saâne et Vassonville ;

- Un délégué et son suppléant, pour les 7 villages les plus petits.
Le conseil communautaire du 16 avril 2014 a réélu son président, Jean-Luc Cornière, maire de Bertrimont ainsi que 7 vice-présidents, qui sont : 
1. Gilles Paumier, 1er maire-adjoint de Val-de-Saâne, chargé des finances ;
2. Christian Suronne, maire d'Auffay, chargé du développement économique ;
3. François Roger, maire de Varneville-Bretteville ;
4. François Pointel, maire de Saint-Denis-sur-Scie, chargé de l'environnement ;
5. Patrice Gillé, maire de Saint-Vaast-du-Val, chargé du sport et de la culture ;
6. Fabrice Dubus, 1er maire-adjoint de Beauval-en-Caux, chargé du tourisme ;
7. Benoît Follain, maire de Saint-Maclou-de-Folleville, chargé de la voirie.

Le bureau de l'intercommunalité pour la mandature 2014-2020 est constitué du président, des vice-présidents et de Jean-François Duclos (maire de Beautot), Caroline Dupuy (maire de La Fontelaye), Chantal Furon-Bataille, maire de Biville-la-Baignarde, Denis Guillebert (maire de Belleville-en-Caux), Jacques Lagnel (maire de Saint-Victor-l'Abbaye),  Gérard Nourrichard (maire de Sévis) et Michel Pilon (maire d'Étaimpuis).

### Liste des présidents
| Période                                  | Période       | Identité           | Étiquette | Qualité                                                                        |
| ---------------------------------------- | ------------- | ------------------ | --------- | ------------------------------------------------------------------------------ |
| Les données manquantes sont à compléter. |               |                    |           |                                                                                |
| avant 2008                               | décembre 2016 | Jean-Luc Cornière, |           | Maire de Bertrimont (2001 → ) Président de la CC Terroir de Caux (2017 → 2020) |

### Compétences
L'intercommunalité exerce les compétences qui lui ont été transférées par les communes membres, dans les conditions fixées par le code général des collectivités territoriales.

### Régime fiscal et budget
L'intercommunalité est financée par une fiscalité additionnelle aux impôts locaux des communes, avec FPZ (fiscalité professionnelle de zone) et sans FPE (fiscalité professionnelle sur les éoliennes).